# 377108 Spoelie
377108 Spoelie è un asteroide della fascia principale esterna. Scoperto nel 2002, presenta un'orbita caratterizzata da un semiasse maggiore pari a 3,173032 UA e da un'eccentricità di 0,163880, inclinata di 27,305621° rispetto all'eclittica. Ha un diametro di 3,872 km e un'albedo di 0,046.
Fa parte della famiglia di asteroidi Eufrosine.
Spoelie è il soprannome di Mark Spoelstra, un tecnico di planetari olandese.